# Kolonia Ligocka
Kolonia Ligocka (niem. Kolonie Ellguth) – przysiółek wsi Ligota Bialska w Polsce, położony w województwie opolskim, w powiecie prudnickim, w gminie Biała. Historycznie leży na Górnym Śląsku, na ziemi prudnickiej.
W latach 1975–1998 przysiółek administracyjnie należał do ówczesnego województwa opolskiego.

## Historia
Kolonia Ligocka powstała w latach 1842–1845.
W 1921 w zasięgu plebiscytu na Górnym Śląsku znalazła się tylko część powiatu prudnickiego. Kolonia Ligocka znalazła się po stronie wschodniej, w obszarze objętym plebiscytem. Miejscowość nosiła niemiecką nazwę Kolonie Ellguth. W 1936 nazwa została zmieniona przez nazistowską administrację III Rzeszy na Freigut.
2 kwietnia 1949 nadano miejscowości, wówczas administracyjnie związanej z Ligotą Bialską, polską nazwę Kolonia Ligocka. W spisie gromad i miejscowości w powiecie prudnickim na dzień 1 stycznia 1953 wymieniono Kolonię Ligocką jako przysiółek Ligoty Bialskiej pod nazwą Ligota Kolonia. Według podziału administracyjnego województwa opolskiego na dzień 31 sierpnia 1964, Kolonia Ligocka (Ligocka Kolonia), jako przysiółek Ligoty Bialskiej, należała do gromady Ligota Bialska. W opracowanej w 1971 przez Powiatowy Inspektorat Statystyczny w Prudniku Statystycznej charakterystyce miejscowości w gromadach powiatu prudnickiego, miejscowość została wymieniona pod nazwą Kolonia Ligocka.